# Franz Ries
Franz Ries, född den 7 april 1846 i Berlin, död den 20 juni 1932 i Naumburg, var en tysk musiker. Han var son till Hubert Ries. 
Ries, som var violinist som fadern, var elev av Kiel och Massart. Han gjorde sig känd som talangfull tonsättare (stråkkvartetter, violinsviter med mera) och som delägare i musikhandelsfirman Ries & Erler i Berlin. 